# Nasze pokolenia. Nagrania archiwalne z 1970 roku
Nasze pokolenia. Nagrania archiwalne z 1970 roku – jedyny album zespołu rockowego Antykwa, zawierający kompletny zbiór nagrań radiowych formacji z 1970 roku, zarejestrowanych w Polskim Radiu Kielce. Płyta ukazała się 4 grudnia 2023 roku nakładem wydawnictwa Kameleon Records. Wkładka zawiera wnikliwie opracowaną historię zespołu autorstwa Sławomira Nowaka, który obok Krzysztofa Zwierzyńskiego i PR Kielce w dużej mierze przyczynił się do powstania i wydania tego albumu. 
Po dwóch latach w sprzedaży pojawiła się także winylowa wersja tego albumu (wytłoczona w 2024 roku na czarnym winylu) w limitowanym nakładzie 100 szt. z nadrukowanymi numerami na okładkach (pierwsze 90 sztuka zawiera insert z autografami wszystkich członków zespołu). Pojawiło się także nowe wydanie CD w plastikowym opakowaniu jewel case.

## Muzyka
Antykwa proponowała utwory o skomplikowanej fakturze, które wywodzą się z awangardowego nurtu w muzyce młodzieżowej końca lat 60.. W utworach formacji można dostrzec echa rocka psychodelicznego w duchu wczesnych Pink Floydów, The Doors, czy Iron Butterfly. 
Ten swoisty pejzaż dźwiękowy emanuje wszechogarniającym transem, który wspomagają snujące się niespiesznie motywy, niepokojący nastrój, drgające organy, gitara bez użycia efektów gitarowych, jazzujący saksofon, popisowa gra sekcji rytmicznej (bas i perkusja) i wreszcie wyszukana melodyka, czyli cechy charakterystyczne tego materiału.
Na albumie królują długie formy, m.in. dwa ponad 10-minutowe utwory: Aż staniesz się nasieniem i Nasze pokolenia – otwierające i zamykające krążek. Najkrótsza i najbardziej komercyjna w tym zestawie kompozycja Antykwy to Refleksje. Wszystkie nagrania pochodzą z oryginalnych, zachowanych w bardzo dobrym stanie taśm-matek z archiwum Polskiego Radia Kielce.

## Lista utworów[3]
1. „Aż staniesz się nasieniem” (muz. Antykwa – sł. Ryszard Zamojski) – 10:23
2. „Refleksje” (muz. Antykwa – sł. Ryszard Zamojski) – 4:50
3. „Motyw prowokacyjny” (muz. Antykwa – sł. Ryszard Zamojski) – 5:28
4. „Ikarem nie jesteś” (muz. Antykwa – sł. Ryszard Zamojski) – 4:39
5. „Rapsod wrześniowy” (muz. Antykwa – sł. Ryszard Zamojski) – 6:59
6. „Tryptyk BCA” (muz. Antykwa – sł. Ryszard Zamojski) – 6:24
7. „Nasze pokolenia” (muz. Antykwa – sł. Ryszard Zamojski) – 10:22

## Skład zespołu[3]
- Adam Jodliński – śpiew, gitara basowa
- Bronisław Zwierzyński – gitara
- Krzysztof Zwierzyński – instrumenty klawiszowe
- Zbigniew Czarniecki – saksofon tenorowy
- Jerzy Mroczka – perkusja

## Gościnnie[3]
- Ryszard Zamojski – parlando (6)

## Opracowanie[3]
- Redakcja, opracowanie graficzne, mastering – Paweł Nawara
- Koordynacja projektu – Marek Trepko
- Projekt graficzny okładki – Artur Wieicki
- Kolorowanie i obróbka zdjęć – Katarzyna Jasińska
- Zdjęcia – archiwa członków zespołu